# Женская сборная Бразилии по баскетболу 3×3
Женская сборная Бразилии по баскетболу 3×3 представляет Бразилию на международных соревнованиях по баскетболу 3×3. Управляющим органом является Федерация баскетбола Бразилии.
По состоянию на 11 сентября 2024, женская сборная Бразилии по баскетболу 3×3 занимает 51-е место в мировом рейтинге ФИБА женских сборных по баскетболу 3×3.

## Результаты выступлений
| Турнир                           | Золото | Серебро | Бронза | Всего |
| -------------------------------- | ------ | ------- | ------ | ----- |
| Чемпионат мира по баскетболу 3×3 | —      | —       | —      | —     |
| Чемпионат Америки (3×3 AmeriCup) | 0      | 3       | 0      | 3     |
| Панамериканские игры             | —      | —       | —      | —     |
| Итого                            | 0      | 3       | 0      | 3     |

### Чемпионат мира по баскетболу 3×3
| Год            | Место          | Игры           | Победы         | Поражения      | Состав команды                                                         |
| -------------- | -------------- | -------------- | -------------- | -------------- | ---------------------------------------------------------------------- |
| Афины 2012     | 18             | 5              | 1              | 4              | Marley Conceição, Nathalia Lobato, Marcella Rocha, Ivana Silva         |
| Москва 2014    | 15             | 6              | 2              | 4              | Marley Conceição, Cristal Rocha, Flávia Luiza Santos, Simone Souza     |
| 2016—2019      | не участвовали | не участвовали | не участвовали | не участвовали | не участвовали                                                         |
| Антверпен 2022 | 11             | 5              | 2              | 3              | Sassa Goncalves, Gabriela Guimarães, Vitória Marcelino, Luana de Souza |
| Вена 2023      | 14             | 4              | 1              | 3              | Sassa Goncalves, Thayná Silva, Lays da Silva, Luana de Souza           |

### Чемпионат Америки по баскетболу 3×3 (AmeriCup)
| Год           | Место | Игры | Победы | Поражения | Состав команды                                                                               |
| ------------- | ----- | ---- | ------ | --------- | -------------------------------------------------------------------------------------------- |
| Майами 2021   | 2     | 5    | 4      | 1         | Sassa Goncalves, Vitória Marcelino, Thayná Silva, Lays da Silva                              |
| Майами 2022   | 2     | 5    | 4      | 1         | Sassa Goncalves, Vitória Marcelino, Lays da Silva, Luana de Souza                            |
| Сан-Хуан 2023 | 2     | 5    | 4      | 1         | Vitória Marcelino, Raphaella Monteiro da Silva, Kawanni Silva Dantas Firmino, Luana de Souza |

### Панамериканские игры
| Год           | Место | Игры | Победы | Поражения | Состав команды                                                   |
| ------------- | ----- | ---- | ------ | --------- | ---------------------------------------------------------------- |
| Лима 2019     | 4     | 7    | 5      | 2         | Luana Fernandes, Evelyn Mariano, Aldecinete Mineiro, Carla Silva |
| Сантьяго 2023 | 5     | 3    | 2      | 1         | Luana Batista, Vitoria Domingos, Kawanni Silva, Lays da Silva    |